# Аз-Отуз
Аз-Оту́з  (укр. Аз-Отуз, крымскотат. Аz Otuz, Аз Отуз) — исчезнувшее село в Кировском районе Республики Крым, располагавшееся на севере района, близ Сиваша в степной части Крыма, примерно в 1—1,5 км к северо-западу от современного села Шубино.

## История
Первое документальное упоминание села встречается в Камеральном Описании Крыма… 1784 года, судя по которому, в последний период Крымского ханства Аз-Отус входил в Старо-Крымский кадылык Кефинского каймаканства.
После присоединения Крыма к России (8) 19 апреля 1783 года, (8) 19 февраля 1784 года, именным указом Екатерины II сенату, на территории бывшего Крымского Ханства была образована Таврическая область и деревня была приписана к Левкопольскому, а после ликвидации в 1787 году Левкопольского — к Феодосийскому уезду Таврической области. После Павловских реформ, с 1796 по 1802 год, входила в Акмечетский уезд Новороссийской губернии. По новому административному делению, после создания 8 (20) октября 1802 года Таврической губернии, Аз-Отуз был включён в состав Парпачской волости Феодосийского уезда.
По Ведомости о числе селений, названиях оных, в них дворов… состоящих в Феодосийском уезде от 14 октября 1805 года, в деревне Аз-утуз числилось 9 дворов и 25 жителей. На военно-топографической карте генерал-майора Мухина 1817 года деревня Аз отуз также обозначена с 9 дворами. Затем, видимо, вследствие эмиграции крымских татар в Турцию, деревня опустела и уже в «Ведомости о казённых волостях Таврической губернии 1829 года», как и на карте 1842 года не встречается.